# Santo António de Monforte
Santo António de Monforte (Curral de Vacas) is een plaats (freguesia) in de Portugese gemeente Chaves en telt 509 inwoners (2001).